# Brigitte Melzer
Brigitte Melzer (* 8. August 1971) ist eine deutsche Autorin. Sie schreibt vorrangig Jugendbücher, die dem Fantasy-Genre zuzuordnen sind.

## Leben
Melzer ist Bank-Fachwirtin. Sie verwendet die Pseudonyme Morgan Grey für historische Fantasy-Geschichten, die in Schottland spielen, sowie Laura Weller und Kate Logan für Grusel-/Horror-Romane, die in der Jetztzeit in Amerika spielen.
Melzer lebt und arbeitet in München.

## Veröffentlichungen
Die meisten ihrer Bücher sind beim Verlag Ueberreuter erschienen. Bei einem anderen Verlag ist dieser nach der Jahresangabe aufgeführt.

### Als Brigitte Melzer
- Whisper – Königin der Diebe (2004)
- Im Schatten des Dämons  (2005)
- Vampyr (2005) – (Teil 1 der Vampyr-Reihe)
- Whisper – Königin der Diebe (2005) – Taschenbuchausgabe
- Vampyr – die Jägerin (2007) (Teil 2 der Vampyr-Reihe)
- Elyria – Im Visier der Hexenjäger (2008)
- Vampyr – die Wiedergeburt (2008) (Teil 3 der Vampyr-Reihe)
- Kein Kuss für Finn (2008) – erschienen bei cbj in der Reihe „My Story – Streng geheim“
- Vampyr (2008) – (Teil 1 der Vampyr-Reihe) – Sonderausgabe erschienen bei Weltbild
- Wolfsgier (2009)
- Die Dämonenseherin (2009) – Otherworld
- Dämonisches Tattoo (2010) – Otherworld
- Rebellion der Engel (2010) – Otherworld
- Seelenglanz (2011) – Otherworld
- Die Fluchweberin (2012)
- Wesen der Nacht – Geistwandler (2013)
- Wesen der Nacht – Dämonenblut (2014)

### Als Morgan Grey
- Der Schwur des MacKenzie-Clans  (2006)
- Das Erbe der MacDougals (2007)
- Das Vermächtnis der MacLeod (2008)

### Als Kate Logan
- Der Geist, der mich liebte (2007) – Titel der Taschenbuchausgabe: Der Kuss des Todes (2009)
- Nicht alle Geister lieben mich (2011)

### Als Laura Weller
- Bay City Heroes  (2019)

### Anthologien
- Wolfgang Hohlbein präsentiert: Fantastische Weihnachten (2006) – mehrere Kurzgeschichten u. a. von Brigitte Melzer
- Fantastische Kreaturen (2009) – mehrere Kurzgeschichten u. a. von Brigitte Melzer